# أوليفر همسلي
أوليفر همسلي (بالإنجليزية: Oliver Hemsley)‏ هو شخصية أعمال بريطاني، ولد في 1962.